# Otto Pretzl
Otto Pretzl, né le 20 avril 1893 à Ingolstadt et mort le 28 octobre 1941, est un orientaliste allemand.

## Biographie
Après avoir combattu pendant la Première Guerre mondiale où il reçoit la croix de fer de première classe, il entreprend des études de théologie à l'Université Louis-et-Maximilien de Munich. Élève de Fritz Hommel, il y étudie le Copte, le Persan, le Turc et l'Arabe et obtient son Doctorat en 1926. Il s'interesse au monde arabe grâce à Gotthelf Bergsträsser dont il devient le collaborateur, puis le successeur après le décès de celui-ci, en tant que professeur titulaire de langues orientales auprès de l'Académie bavaroise des sciences, qui lui confie la poursuite de son projet sur le Coran.
Ce projet l'amène à constituer un ensemble de photographies de documents préislamiques découverts dans diverses bilibiothèes: Paris, Turquie (Bibliothèque du Palais de Yıldız)
En 1939, il est enrôlé dans l'armée, bien qu'inapte à cause de lésions pulmonaires. Transféré en 1941 au Haut Commandement des Forces Armées, il meurt plus tard dans un accident d'avion.